# Ormosia striata
Ormosia striata är en ärtväxtart som beskrevs av Stephen Troyte Dunn. Ormosia striata ingår i släktet Ormosia och familjen ärtväxter. Inga underarter finns listade i Catalogue of Life.